# Sharlene Mawdsley
Sharlene Mawdsley, née le 10 août 1998,  est une athlète irlandaise, spécialiste du 400 mètres.

## Biographie
Lors des relais mondiaux 2024, elle remporte la médaille de bronze du 4 × 400 m mixte en compagnie de Cillin Greene, Rhasidat Adeleke et Thomas Barr.

## Palmarès
| Date | Compétition                    | Lieu     | Résultat | Épreuve         | Temps         |
| ---- | ------------------------------ | -------- | -------- | --------------- | ------------- |
| 2022 | Championnats d'Europe          | Munich   | 6e       | 4 × 400 m       | 3 min 26 s 63 |
| 2022 | Championnats du monde          | Eugene   | 8e       | 4 × 400 m mixte | 3 min 16 s 86 |
| 2023 | Championnats du monde          | Budapest | 8e       | 4 × 400 m       | 3 min 27 s 08 |
| 2023 | Championnats du monde          | Budapest | 6e       | 4 × 400 m mixte | 3 min 14 s 13 |
| 2024 | Championnats du monde en salle | Glasgow  | 5e       | 4 × 400 m       | 3 min 28 s 92 |
| 2024 | Relais mondiaux                | Nassau   | 7e       | 4 × 400 m       | séries        |
| 2024 | Relais mondiaux                | Nassau   | 3e       | 4 × 400 m mixte | 3 min 11 s 53 |
| 2024 | Championnats d'Europe          | Rome     | 8e       | 400 m           | 51 s 57       |
| 2024 | Championnats d'Europe          | Rome     | 2e       | 4 × 400 m       | 3 min 22 s 71 |
| 2024 | Championnats d'Europe          | Rome     | 1re      | 4 × 400 m mixte | 3 min 9 s 92  |
| 2024 | Jeux olympiques                | Paris    | 4e       | 4 × 400 m       | 3 min 19 s 90 |

### National
- Championnats d'Irlande d'athlétisme :
  - Plein air : vainqueur du 400 m en 2019 et 2023
  - Salle : vainqueur du 400 m en 2017, 2022, 2023 et 2024

## Records
| Épreuve            | Performance | Lieu        | Date            |
| ------------------ | ----------- | ----------- | --------------- |
| 400 m              | 50 s 71     | Saint-Denis | 5 août 2024     |
| 400 m piste courte | 51 s 91     | Metz        | 11 février 2023 |